# Seznam krajev Unescove svetovne dediščine na Švedskem
Svetovna dediščina Organizacije Združenih narodov za izobraževanje, znanost in kulturo (UNESCO) je pomembna za kulturno ali naravno dediščino, kot je opisano v Unescovi konvenciji o svetovni dediščini, ustanovljeni leta 1972. Kulturno dediščino sestavljajo spomeniki (kot so arhitekturna dela, monumentalne skulpture ali napisi), skupine zgradb in najdišča (vključno z arheološkimi najdišči). Naravne značilnosti (ki jih sestavljajo fizične in biološke formacije), geološke in fiziografske formacije (vključno s habitati ogroženih vrst živali in rastlin) ter naravna območja, ki so pomembna z vidika znanosti, ohranjanja ali naravne lepote, so opredeljena kot naravna dediščina. Kraljevina Švedska je konvencijo sprejela 22. januarja 1985, zaradi česar so njena zgodovinska mesta upravičena do vključitve na seznam.
Od leta 2020 je na Švedskem petnajst območij svetovne dediščine, vključno s trinajstimi kulturnimi območji, enim naravnim območjem in enim mešanim območjem. Prvo švedsko območje, dodano na seznam, je bila kraljeva domena Drottningholm, vpisana na 15. zasedanju Odbora za svetovno dediščino leta 1991 v Kartagini v Tuniziji. Najnovejša lokacija, dodana na trenutni seznam, so okrašene kmetije Hälsinglanda, vpisane leta 2012.
Obstajata dve transnacionalni strani. Visoka obala/arhipelag Kvarken si deli s Finsko, medtem ko si Struvejev geodetski lok deli z devetimi drugimi državami. Od leta 2024 ima tudi Švedska eno lokacijo na poskusnem seznamu.

## Mesta svetovne dediščine
Unesco navaja mesta pod desetimi merili; vsaka prijava mora izpolnjevati vsaj enega od kriterijev. Merila od i do vi so kulturna, od vii do x pa naravna.
| Ime                                  | Slika                                                           | Lokacija               | Leto vpisa | UNESCO kriterij                     | Opis |
| ------------------------------------ | --------------------------------------------------------------- | ---------------------- | ---------- | ----------------------------------- | --- |
| Kraljevi letni dvorec Drottningholm  | Palace with a yellow facade and green roof, park in front       | Stockholm              | 1991       | 559; iv (kulturno)                  | Palača Drottningholm je zasebna rezidenca švedske kraljeve družine, ki stoji na otoku Lovön ob jezeru Mälaren v predmestju Stockholma. Lastnina sega v 17. stoletje, s spremembami v 18. stoletju in vključuje še vedno delujoče gledališče, kitajski paviljon, kantonsko vas in okoliške vrtove. Bogata notranjost palače odraža dejstvo, da je bila Švedska ena najmočnejših sil v Evropi 17. stoletja. Na arhitekturo ansambla je vplivala Versajska palača. |
| Vikinški naselji Birka in Hovgården  | People observing archaeological excavation                      | okrožje Stockholm      | 1993       | 555; iii, iv (kulturno)             | Obe lokaciji sestavljata arhitekturni kompleks iz vikinške dobe. Birka je bilo pomembno trgovsko mesto in komercialno središče v baltski regiji, ki je svoj vrhunec doseglo med letoma 750 in 980 n. št. To je bilo tudi mesto prve krščanske kongregacije na Švedskem, ki jo je okoli leta 830 ustanovil sveti Ansgar. Birka je propadla v 10. stoletju, ko je glavno trgovsko središče postala Sigtuna. Kraljeva rezidenca je ostala v bližnjem Hovgårdnu, kot dokazujejo runski napis in ruševine hiše Alsnö, prizorišča kraljevega sveta leta 1280, ki je postavil temelje švedskega srednjeveškega fevdalnega sistema.                                                                                     |
| Železarna Engelsberg                 | Some of the buildings of the complex, painted red               | okrožje Västmanland    | 1993       | 556; iv (kulturno)                  | Železarna Engelsberg je najbolje ohranjen in najpopolnejši primer švedskega železarskega posestva (järnbruk) iz 17. do 19. stoletja, ko je bila Švedska vodilna v svetu na tem področju. Tradicija pridobivanja železove rude in topilništva na tem območju sega v 12. stoletje. Prvi plavž je bil zgrajen leta 1681 za proizvodnjo grodlja, sedanji plavž pa je bil zgrajen v letih 1778–79 in je vključeval številne tehnološke novosti tiste dobe. Dodatne kovačnice in peči so bile zgrajene v 19. stoletju. Železarna je leta 1919 prenehala delovati, ker ni bila več gospodarna. Ohranjenih je več kot 50 objektov različnih starosti in funkcij, med njimi tehnološki, upravni in stanovanjski objekti. |
| Skalne poslikave v Tanumu            | Carvings representing people and boats, painted red             | orožje Västra Götaland | 1994       | 557; i, iii, iv (kulturno)          | Skalne poslikave vklesane v granitno podlago, izvirajo iz nordijske bronaste dobe (od približno 1700 do 500 pr. n. št.). Znanih je približno 1500 najdišč z rezbarijami, ki prikazujejo ljudi, živali, orožje, orodje in druge predmete. Zagotavljajo dokaze o življenju in verovanju ljudi, ki so jih izdelali, nekatera okolja pa so razlagali kot primarna sodobna središča za čaščenje in kult. Nekatere rezbarije so pobarvali rdeče, da so bolj vidne turistom; praksa, ki je bila deležna kritik zaradi odstranitve pristnosti in izvirnega stanja risb. |
| Pokopališče Skogskyrkogården         | Cemetery and trees, a path in the right side of the picture     | okrožje Stockholm      | 1994       | 558; ii, iv (kulturno)              | Skogskyrkogården ('Gozdno pokopališče'), je pokopališče južno od osrednjega Stockholma, v okrožju Gamla Enskede. Zasnovala sta ga arhitekta Gunnar Asplund in Sigurd Lewerentz na mestu nekdanjih gramoznic, poraslih z borovci. Zgrajeno je bilo v letih 1917–1920, dodatne stavbe pa so bile dodane do leta 1940. Skogskyrkogården je pomemben primer, kako je mogoče arhitekturne značilnosti v celoti integrirati v okolje in je močno vplival na načrtovanje pokopališč v mnogih državah po svetu. |
| Hanzeatsko mesto Visby               | Visby fortification walls                                       | okrožje Gotland        | 1995       | 731; iv, v (kulturno)               | Mesto Visby na otoku Gotland je bilo od 12. do 14. stoletja glavno središče Hanzeatske lige v baltski regiji. Prvotno vikinška naselbina na strateški lokaciji na obali z naravnim pristaniščem, v zavetju strmih pečin, se je Visby v 13. stoletju spremenil v impresivno metropolo, obdano z močnim obrambnim zidom (mestno obzidje Visbyja). Ohranjenih je več kot 200 skladišč in trgovskih bivališč iz srednjega veka. Vloga Visbyja je začela upadati v drugi polovici 14. stoletja zaradi vojn, piratstva in sprememb trgovskih poti. Mesto je nazadovalo, potem ko ga je leta 1525 oplenila vojska iz Lübecka.                                                                                          |
| Cerkvena vas Gammelstad v Lulei      | Church, surrounded by red wooden houses                         | okrožje Norrbotten     | 1996       | 762; ii, iv, v (kulturno)           | Gammelstad je najstarejša in najbolje ohranjena 'cerkvena vas', vrsta naselja, ki je bilo nekoč običajno v severni Skandinaviji. Mesto sestavlja kamnita cerkev Nederluleå iz 15. stoletja, obdana z več kot 400 lesenimi kočami, ki so bile zgrajene za vernike, ki so prihajali v Gammelstad ob nedeljah in za verske praznike. Ker je bila okolica redko poseljena in je bilo potovanje v mesto v težkih podnebnih razmerah zahtevno, so koče nudile prenočišče vernikom, preden so se vrnili domov. |
| Arktična kulturna krajina Laponska   | River delta, look from above                                    | okrožje Norrbotten     | 1996       | 774; iii, v, vii, viii, ix (mešana) | Laponsko območje je velika gorata divjina na severu Švedske. Pokriva 9400 kvadratnih kilometrov in je največje nespremenjeno naravno območje na svetu, ki ga še vedno obdeluje avtohtono prebivalstvo, namreč ljudstvo Sami, ki redi severne jelene in sledi letnim selitvenim potem. Na tem območju so štirje narodni parki in dva naravna rezervata, ki je pomemben tudi zaradi ledeniških oblik in biotske raznovrstnosti. Sosednje območje na Norveškem, Tysfjord, fjord Hellemobotn in Rago, se trenutno obravnava za dodatek k lokaciji. |
| Pomorsko pristanišče Karlskrona      | A church in the middle of the square, some cars parked in front | okrožje Blekinge       | 1998       | 871; ii, iv (kulturno)              | Karlskrona je edino švedsko mesto v baročnem slogu. Ustanovljeno je bilo leta 1680, med vladavino švedskega kralja Karla XI., da bi nadomestil Stockholm kot novo pomorsko oporišče za švedsko mornarico, glavno pomorsko silo tega obdobja. Poleg mesta območje vključuje pomorsko infrastrukturo na otoku Trossö z notranjimi utrdbami, zunanjimi utrdbami na citadeli Drottningskär in utrdbi Kungsholms, pa tudi graščino Skärfva in kronski mlin na Lyckeby. Karlskrona je po navdihu starejših pomorskih baz vplivala na poznejše pomorske baze in mesta te vrste. |
| Poljedelska pokrajina južnega Ölanda | Grass field, stone enclosures and a fortress in the background  | okrožje Kalmar         | 2000       | 968; iv, v (kulturno)               | Na južnem delu otoka Öland v Baltskem morju prevladuje prostrana apnenčasta planota, Stora Alvaret. Otok je bil naseljen že približno pet tisoč let. Pusta prst je predstavljala oviro pri rabi tal. Tisočletja so bila določena območja določena kot pašniki, druga pa za poljedelstvo. |
| Visoka obala / Arhipelag Kvarken*    | A gulf surrounded by forest on both sides                       | okrožje Västernorrland | 2000       | 898; viii (naravno)                 | Visoka obala (prvotno navedena posamezno) in arhipelag Kvarken (na Finskem, razširjeno leta 2006) sta v Botnijskem zalivu in vključujeta tisoče otokov. Območje kaže vidne učinke postglacialnega odboja, dviga kopnega po taljenju kontinentalne ledene plošče po zadnjem ledeniškem maksimumu (s čimer se zmanjša teža ledenikov), pred 10.000 do 24.000 leti. Dvig, ponekod skoraj do 300 m, nenehno spreminja pokrajino. |
| Veliki rudnik bakra v Falunu         | Open pit mine and mining infrastructure in the background       | okrožje Dalarna        | 2001       | 1027; ii, iii, v (kulturno)         | Velika bakrena gora je bila eno najpomembnejših rudarskih območij v Evropi, zlasti zaradi prevladujoče proizvodnje bakra. Rudarstvo se je začelo v 9. stoletju in doseglo vrhunec v 17. stoletju. Najpomembnejša značilnost območja je izkopanina Velike jame (Stora Stöten). Poleg rudarske in industrijske dediščine o družbenoekonomskem razvoju rudarskih skupnosti pričajo številna manjša rudarska naselja. |
| Radijska postaja Varberg             | White main building and antennas in the background              | okrožje Halland        | 2004       | 1134; ii, iv (kulturno)             | Radijska postaja Grimeton je zgodnja dolgovalovna čezatlantska brezžična telegrafska postaja, zgrajena v letih 1922–24. Mesto obsega glavne stavbe, ki jih je v neoklasicističnem slogu zasnoval arhitekt Carl Åkerblad, in antenske stolpe, ki so bili s 127 m najvišja struktura na Švedskem, ko so bili zgrajeni. Postaja, ki uporablja zgodnjo predelektronsko tehnologijo radijskega oddajnika, imenovano Alexandersonov alternator, še vedno popolnoma deluje. |
| Struvejev geodetski lok*             | Two people on the top of the hill, covered by flowers           | okrožje Norrbotten     | 2005       | 1187; ii, iii, vi (kulturno)        | Struvejev geodetski lok je niz triangulacijskih točk, ki se raztezajo na razdalji 2820 km od Hammerfesta na Norveškem do Črnega morja. Točke je postavil v raziskavi astronom Friedrich Georg Wilhelm von Struve, ki je prvi izvedel natančno meritev dolgega odseka poldnevnika, kar je pomagalo ugotoviti velikost in obliko Zemlje. Prvotno je bilo 265 postajnih točk. Svetovna dediščina vključuje 34 točk v desetih državah (od severa proti jugu: Norveška, Švedska, Finska, Rusija, Estonija, Latvija, Litva, Belorusija, Moldavija, Ukrajina), od katerih so štiri na Švedskem (hrib Jupukka, ena od postaj na Švedskem, na sliki).                                                                    |
| Kmečke hiše v pokrajini Hälsingland  | Farmhouse, painted red with white windows. A fence in front     | okrožje Gävleborg      | 2012       | 1282; v (kulturno)                  | Ta posest vključuje sedem lesenih kmetij v okrožju Gävleborg. V 19. stoletju so jih zgradili premožni neodvisni kmetje. Notranje poslikave so lastniki naročili domačim umetnikom, najbolj bogato okrašeni pa so bili posebni prostori ali ločene stavbe, namenjene praznovanju. Slike predstavljajo fuzijo ljudskih slogov z vplivi baroka in rokokoja. Sedem kmetij so: Kristofers, Stene, Järvsö, kmetija Gästgivars, Vallstabyn, kmetija Pallars, Långhed, kmetija Jon-Lars, Långhed, kmetija Bortom åa, Gammelgården, kmetija Bommars, Letsbo , Ljusdal, in kmetija Erik-Anders, vas Askesta, Söderala. |

## Poskusni seznam
Poleg območij, vpisanih na Seznam svetovne dediščine, lahko države članice vodijo seznam začasnih območij, ki jih lahko upoštevajo pri nominaciji. Nominacije za seznam svetovne dediščine so sprejete le, če je bilo območje predhodno uvrščeno na poskusni seznam. As of 2020, Sweden recorded one site on its tentative list.
| Ime                           | Slika                                               | Lokacija                     | Leto vpisa | UNESCO kriterij | Opis |
| ----------------------------- | --------------------------------------------------- | ---------------------------- | ---------- | --------------- | --- |
| Vzpon sistematične biologije* | Garden in front, houses and trees in the background | okrožji Kronoberg in Uppsala | 2009       | vi (kulturno)   | Ta dediščina zajema mesta, povezana s temeljem sodobne sistematične biologije. Vključevala naj bi 13 lokacij v osmih državah. Švedske komponente, povezane z življenjem in delom Carla Linnaeusa, vključujejo Råshult (njegovo rojstno mesto, na sliki), Linnejev vrt, Linnejev muzej, Herbationes Upsalienses, naravni rezervat Hågadalen-Nåsten, naravni rezervat Fäbodmossen, Årike Fyris in Linnejev Hammarby |